# Niccolò Pizzolo

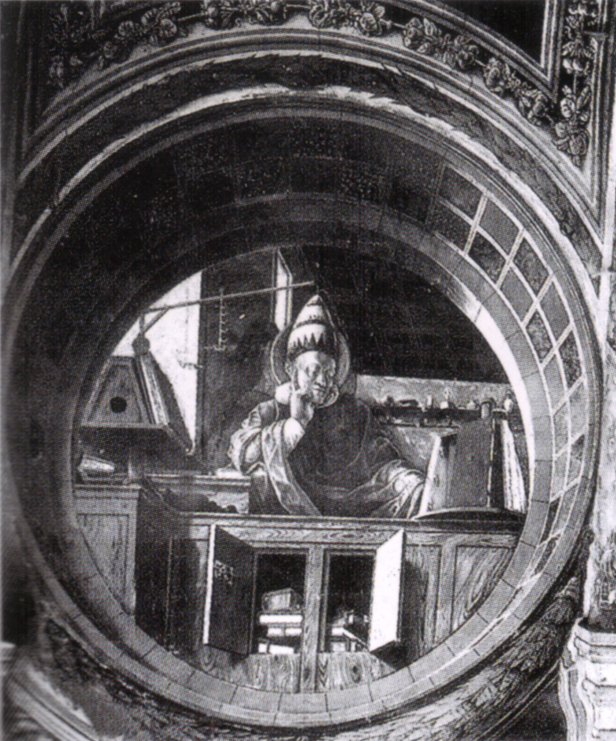
San Gregorio, frescos destruidos de la Capilla Ovetari.

Niccolò di Pietro da Villaganzerla, conocido como Niccolò Pizzolo (Villaganzerla, 1421 - Padua, antes del 18 de diciembre de 1453) fue un pintor y escultor italiano activo durante el primer Renacimiento. El sobrenombre de «Pizzolo» (o más exactamente, Pìzzolo, o sea, pequeño) tiene que ver con el hecho de que Niccolò fuera el menor de los hijos de su padre.

## Biografía
Hijo de Pietro da Villagazerla, nació en el seno de una familia de prósperos comerciantes. Giorgio Vasari lo hace alumno de Francesco Squarzione, en cuyo taller posiblemente conoció a Andrea Mantegna. Según la tradición, colaboró (1434-1437) con Filippo Lippi y Ansuino da Forli en las decoraciones de la Capilla del Podestà de Padua, para la que realizó un Dios Padre en la cúpula. Por la extrema juventud de Pizzolo en la época de dichos trabajos es posible que su aportación se produjera algo después, aunque es innegable la influencia que Lippi ejerció en su estilo.
Entre 1446 y 1449 trabajó como ayudante de Donatello en el forjado del altar de bronce de la iglesia de San Antonio en Padua. Se le atribuye uno de los diez relieves de ángeles montados en la base del altar, pero es imposible distinguir cual de ellos es. En 1448 fue uno de los cuatro artistas encargados de la decoración de la Capilla Ovetari en los Eremitani de Padua; mientras los venecianos Giovanni d'Alemagna y Antonio Vivarini se encargaron de una mitad de la capilla, Mantegna y Pizzolo se hicieron cargo de la otra mitad. No sin problemas, pues Pizzolo hubo de recurrir a la justicia debido a las continuas injerencias de Mantegna en su trabajo. Un arbitrio del 27 de septiembre de 1449 dejaba claro que Pizzolo era el único responsable de la ejecución del altar de terracota dorada de la capilla, además de una cierta porción de pinturas al fresco. Sin embargo, no pudo acabar su parte, pues falleció inesperadamente a finales de 1453, dejando buena parte de los frescos asignados sin concluir.
De las escasas obras que de su mano han llegado hasta nuestros días se puede deducir que su arte tendía puentes entre el arte paduano representado por Mantegna, con su amor por el diseño y la perspectiva clasicista, con el estilo toscano, que prestaba mayor atención al detalle realista.

## Obras destacadas
- Santo obispo (Musée Jacquemart-André, París)
- Decoraciones de la Capilla Ovetari (1448-1453, Eremitani, Padua), destruidos en 1944.
  - San Gregorio
  - San Ambrosio
  - San Jerónimo
  - San Agustín
- Virgen con el Niño y los santos Domingo, Pedro Martir, Juan Bautista y Santiago el Mayor (1448-1449, Capilla Ovetari de los Eremitani, Padua), terracota dorada.